# Suliszów (powiat kielecki)
Suliszów – wieś w Polsce położona w województwie świętokrzyskim, w powiecie kieleckim, w gminie Chmielnik.
| SIMC    | Nazwa   | Rodzaj     |
| ------- | ------- | ---------- |
| 0235370 | Gozdawa | przysiółek |

W latach 1975–1998 miejscowość należała administracyjnie do województwa kieleckiego.

## Historia
W XV w. Suliszów należał do parafii w Piotrkowicach, miał łany kmiece, folwark oraz karczmę. Dziesięcinę o wartości 4 grzywien płacono plebanowi w Piotrkowicach.
Według rejestru poborowego powiatu chęcińskiego z 1508 wieś była własnością rodziny Zalaszów. W 1540 Suliszów podzielony był na cztery części. Jedną z nich posiadał Łuczycki, drugą rodzina Rzeczyckich, trzecią Zajączek, a czwartą Kliszewski. Znajdowały się tu 4 dwory i 4 folwarki, 1 kmieć na półłanie, 3 zagrodników, 2 sadzawki, łąki oraz lasy. Całość wyceniono na wartość 150 grzywien.
Na przeł. XVI/XVII w. był tu zbór ariański.
Według spisu z 1827 było tu 15 domów i 135 mieszkańców.

## Zabytki
Ruiny dworu z XVII w., wpisane do rejestru zabytków nieruchomych (nr rej.: A.301 z 8.02.1958 i z 11.02.1967).